# Hannelore Mattig
Hannelore Mattig née à Berlin est une coureuse cycliste professionnelle d'allemagne de l'Est.

## Palmarès sur piste

### Championnats du monde
- Saint-Sébastien 1965
  -  Médaillée d'argent de la poursuite
- Francfort 1966
  -  Médaillée de bronze de la poursuite

### Championnats d'Allemagne de l'Est
- 1965
  -  Championne d'Allemagne de l'Est de la poursuite
- 1966
  -  Championne d'Allemagne de l'Est du 500 mètres
  -  Championne d'Allemagne de l'Est de la poursuite
  - 2e du sprint
- 1967
  -  Championne d'Allemagne de l'Est du 500 mètres
  -  Championne d'Allemagne de l'Est de la poursuite
- 1968
  -  Championne d'Allemagne de l'Est du sprint
  -  Championne d'Allemagne de l'Est du 500 mètres
  -  Championne d'Allemagne de l'Est de la poursuite
- 1969
  -  Championne d'Allemagne de l'Est du sprint
  -  Championne d'Allemagne de l'Est du 500 mètres
  -  Championne d'Allemagne de l'Est de la poursuite

## Palmarès sur route
- 1965
  - 3e du championnat d'Allemagne de l'Est sur route
- 1966
  -  Champion d'Allemagne de l'Est sur route
- 1967
  -  Champion d'Allemagne de l'Est sur route
- 1968
  - 3e du championnat d'Allemagne de l'Est sur route
- 1969
  -  Champion d'Allemagne de l'Est sur route